# Station Szczekociny
Station Szczekociny is een spoorwegstation in de Poolse plaats Szczekociny. Het is gelegen aan spoorlijn 64 Kozłów – Koniecpol en werd in 1971 geopend.

## Treinongeval
Op 3 maart 2012 vond vlak bij dit station een treinongeval plaats met circa 16 doden en circa 56 gewonden.